# Elvyra
Elvyra ist ein litauischer weiblicher Vorname, eine Form von Elvira.

## Personen
- Elvyra Baltutytė (* 1954), Verwaltungsjuristin  und Verfassungsrichterin
- Elvyra Janina Kunevičienė (* 1939), Politikerin, Seimas-Mitglied, Finanzministerin
- Elvyra Valerija Lapukienė (1942–2018), Politikerin, Bürgermeisterin von Plungė